# 錦江作戦
錦江作戦（きんこうさくせん）とは、日中戦争中の1941年3月15日から4月2日までの間、江西省贛江の支流・錦江周辺で行われた日本軍の作戦である。上高を拠点とする中国軍に打撃を与えるため出撃した日本軍が、反撃を受けて撃退された。この戦闘の中国側の呼称は上高会戦。

## 背景
1941年（昭和16年）2月、支那派遣軍総司令部は、第11軍所属で安義に駐屯する第33師団を華北に転用することに決定し、4月上旬移動を開始することになった。しかし安義・南昌方面では、まだ中国軍に打撃を与える作戦が行われたことはなく、第33師団の移駐に先立って、この方面で対峙する中国軍第19集団軍に一撃を与える作戦が考えられた。
第11軍司令部では「短切作戦」の方針であったが、第34師団司令部はこの作戦に意欲的で、上高（第19集団軍司令部の所在地）の攻略を考えていた。第34師団は作戦のための訓練を始めたり、多数の苦力を徴発して準備を進めたが、その様子はすぐに中国軍に伝わった。こうした日本軍の準備行動が、敵側の防備を固めさせる結果になるのが中国戦線では慣例の状態となっていた。第33師団は、第34師団に策応しながら敵を圧迫する方針であり、両師団の連携が作戦成否のカギであるにもかかわらず、軍司令部で事前に調整された記録は残っていない。また、第11軍司令部は戦闘司令所を開設せず、平常通り漢口にあって作戦内容は部隊任せであったため、この作戦は当初から危険な問題をはらんでいた。

## 参加兵力

### 日本軍
- 第11軍 - 軍司令官：園部和一郎中将
  - 第33師団 - 師団長：桜井省三中将
    - 歩兵第213連隊欠、独立工兵第3連隊の一部を配属

  - 第34師団 - 師団長：大賀茂中将
    - 歩兵第218連隊欠、独立山砲兵第2連隊第2大隊・独立山砲兵第51大隊を配属

  - 独立混成第20旅団 - 旅団長：池田直三少将
    - 独立歩兵第102、103、104、105大隊、配属：独立工兵第2連隊
    - 贛江支隊（独立歩兵第102大隊） - 長：坂本俊馬中佐

  - 第3飛行団 - 飛行団長：遠藤三郎少将 （作戦協力）
    - 飛行第44戦隊（偵察機）、飛行第75戦隊（軽爆撃機）

### 中国軍
- 第9戦区 - 司令長官：薛岳
  - 第19集団軍 - 総司令：羅卓英（第9戦区副司令長官兼任）
    - 第70軍 - 軍長：李學　（予備第9師、第19師、第107師）[2]
    - 第74軍 - 軍長：王耀武　（第51師、第57師、第58師）

  - 第72軍（2個師）、第49軍（3個師、第3戦区からの転用）
  - 江西保安縦隊

## 経過

### 進攻作戦
3月15日未明、日本軍は進撃を開始、中央を進む第34師団は17日高安を攻略した。北翼の第33師団は、予定通り第70軍（予備第9師と第19師）を北から攻撃して南方へ圧迫、目的を達成して19日に反転を開始、23日に安義に帰還した。
その頃、第34師団と独立混成第20旅団（以下、池田旅団）は上高を目指して西進を始めた。20日、第34師団は錦江支流の泗水を渡河して上高に迫った。しかし、錦江南岸を進撃する池田旅団の一部（贛江支隊）は、19日に優勢な第26師（第49軍）の反撃を受けて激戦となり、旅団主力も第51師（第74軍）と激戦を交えながら進んだ。
主攻の第34師団は、22日から上高城内に対する攻撃を始めたが、泗水を渡河する前後から背後に優勢な中国軍があふれ始め、自衛戦闘力の乏しい師団戦闘指揮所や行李、野戦病院に猛攻を加えてきた。この中国軍は、第33師団に圧迫されて南方へ退却してきた予備第9師と第19師の2個師であり、第33師団が目的を達成したことで、第34師団が攻撃を受けることになってしまったのである。中国軍は師団司令部への近接攻撃を繰り返し、大賀師団長の行李（私物入れ）が奪われるほど切迫した状態になった（後に中国紙は「大賀中将は戦死せり」と誇大に報じた）。第74軍の抵抗は激しく死傷者が増加したため、23日、第34師団は上高への突入は断念し、城内への砲撃だけを続けていた。

### 反転作戦
3月24日、北方から急進してきた第72軍も戦場に到着し、第34師団は中国軍9個師の包囲の中に入るかたちとなった。第34師団の大賀師団長は、第11軍司令部に救援を要請して、部隊に反転を命じた。驚いた第11軍司令部は、第33師団に再出撃を命じ、木下勇参謀長を急遽南昌へ派遣した。第33師団は24日未明から進撃を始め、27日に第34師団と連絡を遂げてその撤退を援護した。反転後、高安に到着した池田旅団も、西方の龍団墟に収容陣地を設けて、第34師団の撤退援護を行った。
3月27日、第34師団は、数百人の患者を含む全部隊がようやく泗水を渡り後退を開始した。しかし師団の行く手には、中国軍の予備第9師が陣地で待ち構えており、後ろからは6個師が追撃してきていた。この日、勝利を確信した羅卓英将軍は総攻撃を命令し、翌日夕暮れまでの期限付きで高額の賞金を布告した（日本軍将兵や大砲・軍旗など）。
夜になり、師団は豪雨の中を進んでいたが、野戦病院を警護する野砲兵第8中隊が優勢な中国軍の攻撃を受けて全滅した。翌28日に、龍団墟へ到達したときには、数百人の負患を擁する担架隊の列が7～8キロ続いたといわれる。この日、第33師団歩兵第214連隊が第34師団司令部と連絡し、救援に成功した。第34師団は、高安を経由して4月2日に原駐地に帰還した。一方の第33師団は、各所で激戦を交えて29日に反転を開始したが、途中で中国軍の側撃や追撃を受けて苦戦しながら敵中を突破した。師団の山砲隊は全弾を撃ち尽くし、弾薬の空中投下を受けて戦いながら、4月2日に帰還した。

## 結果
中国側は「空前の大勝利」と宣伝し、蔣介石は部隊に賞金15万元を支給したという。中国側の記録（『抗日戦史』）によれば、「日本軍に死傷約15,000余りの損害を与え、捕虜17名、山砲6門、迫撃砲1門、軽機関銃24挺、小銃408挺、擲弾筒24挺、各種弾薬11万1717発を鹵獲した」とされ、「中国軍の死傷者17,119名、失踪2,814名」となっている。（日本軍の記録は無いが、実際の死傷者は約1,000人余りと推計されている）
作戦中、第34師団の参謀長桜井徳太郎大佐が腹を切る一幕があった。これは、積極派の大賀師団長と、慎重派の桜井参謀長の作戦方針が相容れなかったことに起因する。桜井参謀長はこの負傷で交代し、大賀師団長は当初の思惑通り上高への突進を開始した（作戦後、第34師団は戦勝祝賀会を開いていた。また、大賀中将と池田少将との間には感情的なしこりが残ったともいわれる）。
第11軍は、この作戦以後、中国軍第74軍を宿敵とみなし、9月の第一次長沙作戦において同部隊の撃破を目指した。また、この作戦の影響で第33師団の華北への転用が遅れ、中原会戦の前日に戦場へ到着したため、第33師団は何の準備もできず作戦に入ることになった。